# تودي جونسون
تودي جونسون (بالدنماركية: Todi Jónsson)‏ هو لاعب كرة قدم دنماركي في مركز الهجوم، ولد في 2 فبراير 1972 في فايله في الدنمارك. شارك مع منتخب جزر فارو تحت 21 سنة لكرة القدم ومنتخب جزر فارو لكرة القدم. أما مع النوادي، فقد لعب مع بي36 توشهافن ونادي ستارت ونادي فريماد أماغر ونادي كلاكسفيك ونادي كوبنهاغن ونادي لينغبي.

## وصلات خارجية
- تودي جونسون على موقع الاتحاد الأوربي (الإنجليزية)
- تودي جونسون على موقع قاعدة بيانات كرة القدم.إي يو (الإنجليزية)
- تودي جونسون على موقع ناشيونال فوتبول تيمز (الإنجليزية)
- تودي جونسون على موقع عالم كرة القدم.نت (الإنجليزية)